# Фраат IV
Фраат IV е владетел на Партия от династията на Арсакидите. Управлява от 37 пр.н.е. до 2 пр.н.е. Син на Ород II, когото убива и наследява след смъртта на брат си Пакор I.

## Управление
При възкачването си Фраат IV убива всичките си тридесет братя. През 36 пр.н.е. римският генерал Марк Антоний нахлува в Медия, но скоро е принуден да се оттегли докато партите възстановяват властта си там.
През 30 пр.н.е. избухва бунт сред приближените на царя и трона е узурпиран от Тиридат II. Фраат IV е принуден да избяга при скитите, но на следващата година се завръща и с тяхна помощ отново идва на власт. Тиридат се спасява в Сирия при римляните, а няколко години по-късно прави нов опит за узурпация срещу тираничният и непопулярен владетел. За да не го пуснат отново Фраат IV сключва мирен договор с Октавиан Август, връща римските знамена пленени в битката при Кара, отказва се от претенциите си в Армения и дори изпраща петима от синовете си като заложници в Рим.
Фраат IV получава като подарък от Октавиан Август италийската конкубина Муза, която става една от неговите жени. Нейният син Фраатак (Фраат V) е определен за наследник и се възкачва на трона, след като царя е убит с участието на Муза.